# Alexia Dechamps
Alexia Dechamps (Buenos Aires, 31 de agosto de 1968) é uma atriz brasileira nascida na Argentina.

## Biografia
A carreira começou com a seleção para campanha da Calvin Klein, na qual participaram 300 pessoas - entre elas, Malu Mader e Maurício Mattar. Alta (1,76 metro) e esbelta, biotipo ideal de uma modelo, passou a trabalhar com grandes nomes da fotografia brasileira como J.R. Duran e Bob Wolfenson. Durante dez anos, manteve uma carreira de absoluto sucesso como modelo, desempenhando trabalhos no Brasil e em outros diversos lugares da Europa e da América Latina, como Paris, Milão, Espanha e Argentina.
Contudo, Alexia não estava satisfeita, afinal desde pequena, seu grande sonho era tornar-se atriz. Já aos doze anos, houvera feito alguns cursos de interpretação. Aos dezessete, foi para Nova Iorque onde passou a dedicar-se ainda mais ao estudo das artes dramáticas. Um sério problema nas cordas vocais, acabou atrasando sua entrada na televisão e no teatro. Somente após uma cirurgia, Alexia começou a trabalhar. Sua estreia como atriz na televisão, ocorreu em 1991 com a telenovela O Dono do Mundo, de Gilberto Braga (seu "padrinho televisivo", como ela mesma costuma chamar). Logo em seguida, Alexia passou a emendar diversos trabalhos de destaque, participando de produções consagradas da teledramaturgia brasileira como Pátria Minha e História de amor de Manoel Carlos.
Em março de 1995 posou nua para a Playboy em ensaio realizado no Taiti.
Seus desempenhos mais marcantes na televisão aconteceram na telenovela Mandacaru, onde deu vida a complexa jornalista Arlete e no remake de Mulheres de Areia, onde interpretou Maria Helena, a amiga de Vera, personagem da atriz Isadora Ribeiro. Desde 2011, atua também nos palcos, estreando naquele ano ao interpretar a prostituta Gabriela na peça Filha, Mãe, Avó e Puta, no Centro Cultural Banco do Brasil.
Em 2014, Alexia participou do reality show de negócios O Aprendiz, em uma temporada com celebridades. Ela foi eliminada por Roberto Justus numa dinâmica preliminar e deixou o programa antes do começo da disputa.

## Vida pessoal
Dechamps nasceu em Buenos Aires, na Argentina, porém foi ainda pequena para o Brasil e foi criada em Búzios, no litoral fluminense. É descendente de russos, belgas e alemães. Tornou-se ativista pelo direito dos animais quando descobriu que não poderia ter filhos.

### Controvérsia
No final de outubro de 2016, Alexia Dechamps foi acusada de proferir preconceitos ao tentar "defender" os nordestinos, dizendo na Câmara dos Deputados: "Calem a boca que nós já pagamos o Bolsa Família de vocês". Dechamps negou as declarações preconceituosas. Só confirmou após vazarem vídeos confirmando as acusações.

## Filmografia

### Televisão
| Ano  | Trabalho/Obra         | Papel                      | Notas                                 |
| ---- | --------------------- | -------------------------- | ------------------------------------- |
| 1989 | Top Model             | Modelo                     | Episódio: "18 de setembro"            |
| 1991 | O Dono do Mundo       | Liliane                    |                                       |
| 1993 | Mulheres de Areia     | Maria Helena               |                                       |
| 1994 | Pátria Minha          | Alexandra Pires            |                                       |
| 1995 | História de Amor      | Márcia Vieira Salles       |                                       |
| 1995 | Você Decide           | —                          | Episódio: "O Princípio do Desencanto" |
| 1996 | O Fim do Mundo        | Valdete                    |                                       |
| 1996 | Caça Talentos         | Cindy Davidova             |                                       |
| 1996 | Xica da Silva         | Condessa Efigênia          |                                       |
| 1997 | Mandacaru             | Arlete Corrêa              |                                       |
| 1998 | Estrela de Fogo       | Renata Oliveira            |                                       |
| 1998 | Brida                 | Diana                      |                                       |
| 1998 | A História de Ester   | Vasti                      |                                       |
| 1999 | Você Decide           | —                          | Espisódio: "O Tesouro da Juventude"   |
| 2000 | O Cravo e a Rosa      | Laura Isabel Batista       |                                       |
| 2000 | Aquarela do Brasil    | Helen                      |                                       |
| 2001 | Malhação              | Lorena                     |                                       |
| 2003 | Os Normais            | Tânia Moraes               | Episódio: "Terminar É Normal"         |
| 2005 | América               | Namorada de Cadu           |                                       |
| 2005 | Mandrake              | Gilda                      | Episódio: "Dia dos Namorados"         |
| 2006 | Cobras & Lagartos     | Dorinha                    | Episódio: "1 de agosto"               |
| 2006 | Linha Direta          | Sônia                      | Episódio: "O Bandido da Luz Vermelha" |
| 2007 | Malhação              | Teresa Gurgel              |                                       |
| 2010 | Ti Ti Ti              | Cliente de Victor Valentim | Episódios: "21-27 de julho"           |
| 2011 | Adorável Psicose      | Ana Maria/ Jocasta         | Episódio: "O Complexo de Édipo"       |
| 2014 | Aprendiz Celebridades | Ela mesma/ apresentadora   | 10.ª temporada                        |
| 2015 | Verdades Secretas     | Lídice                     |                                       |
| 2025 | Uma Garota Comum      | [ 10 ]                     |                                       |

### Cinema
| Ano  | Título              | Personagem          |
| ---- | ------------------- | ------------------- |
| 2006 | Gatão de Meia Idade | Berê, a ex-namorada |

## Teatro
| Ano  | Título                 | Personagem |
| ---- | ---------------------- | ---------- |
| 2011 | Filha, Mãe, Avó e Puta | Gabriela   |
| 2016 | Doroteia               | Maura      |
| 2018 | Senhora dos Afogados   | Eduarda    |

## Prêmios e Indicações
| Ano  | Premiação               | Categoria                       | Nomeação             | Resultado |
| ---- | ----------------------- | ------------------------------- | -------------------- | --------- |
| 2018 | Troféu Nelson Rodrigues | Melhor Atriz Teatro - Homenagem | Senhora dos Afogados | Venceu    |